# 龍山寺町
龍山寺町為臺灣日治時期臺北市之行政區，共分一～三丁目，有明町之南，今廣州街、西園路一段、三水街、華西街、梧州街之一部均在町內，因境內擁有百年古剎龍山寺而得名。戰後劃入臺北市龍山區，今屬臺北市萬華區。

## 町內設施
- 龍山寺（一丁目）
- 龍山寺公園（一丁目，現艋舺公園、龍山寺地下街）
- 龍山公學校（三丁目，現龍山國小）
- 艋舺林宅(今星巴克萬華西園店)
- 三莊百貨(今85℃萬華廣州店)
- 艋舺地藏庵
- 艋舺大眾廟
- 艋舺戲園(戰後改稱為萬華戲院，今萬華行政大樓)
- 龍都冰果
- 龍山寺廟口小吃
- 仁濟院
- 頭北厝